# Élections législatives de 2017 dans la Haute-Loire
Les élections législatives françaises de 2017 se déroulent les 11 et 18 juin 2017. Dans le département de la Haute-Loire, deux députés sont à élire dans le cadre de deux circonscriptions.

## Élus
| Circonscription                                 | Député sortant     | Parti | Parti | Député élu ou réélu | Parti | Parti |
| ----------------------------------------------- | ------------------ | ----- | ----- | ------------------- | ----- | ----- |
| 1re                                             | Laurent Wauquiez*  |       | LR    | Isabelle Valentin   |       | LR    |
| 2e                                              | Jean-Pierre Vigier |       | LR    | Jean-Pierre Vigier  |       | LR    |
| * député sortant ne se représentant pas en 2017 |                    |       |       |                     |       |       |

## Rappel des résultats départementaux des élections de 2012
| Parti          | Parti                                     | Premier tour | Premier tour | Second tour | Second tour | Sièges |  |
| Parti          | Parti                                     | Voix         | %            | Voix        | %           | Sièges |  |
| -------------- | ----------------------------------------- | ------------ | ------------ | ----------- | ----------- | ------ |  |
|                | Union pour un mouvement populaire         | 49 267       | 44,71        | 61 349      | 58,29       | 2      |  |
|                | Droite parlementaire                      | 49 267       | 44,81        | 61 349      | 58,29       | 2      |  |
|                |                                           |              |              |             |             |        |  |
|                | Parti socialiste                          | 31 798       | 28,85        | 43 906      | 41,71       | 0      |  |
|                | Europe Écologie Les Verts                 | 5 694        | 5,17         |             |             | 0      |  |
|                | Majorité présidentielle                   | 37 492       | 34,02        | 43 906      | 41,71       | 0      |  |
|                |                                           |              |              |             |             |        |  |
|                | Front national                            | 12 207       | 11,08        |             |             | 0      |  |
|                | Front de gauche                           | 6 275        | 5,69         | 0           |             |        |  |
|                | Divers                                    | 2 211        | 2,01         | 0           |             |        |  |
|                | Divers écologiste dont LT-LNÉ, MÉI et AÉI | 1 386        | 1,26         | 0           |             |        |  |
|                | Extrême gauche dont LO et POI             | 824          | 0,75         | 0           |             |        |  |
|                | Mouvement démocrate                       | 542          | 0,49         | 0           |             |        |  |
|                |                                           |              |              |             |             |        |  |
| Inscrits       | Inscrits                                  | 176 104      | 100,00       | 176 082     | 100,00      | 2      |  |
| Abstentions    | Abstentions                               | 63 798       | 36,23        | 67 342      | 38,24       |        |  |
| Votants        | Votants                                   | 112 306      | 63,77        | 108 740     | 61,76       |        |  |
| Blancs et nuls | Blancs et nuls                            | 2 102        | 1,87         | 3 485       | 3,2         |        |  |
| Exprimés       | Exprimés                                  | 110 204      | 98,13        | 105 255     | 96,8        |        |  |

## Résultats

### Résultats à l'échelle du département
|                                                 |                           |                           |                           |                          |                          |  |
|                                                 |                           | Premier tour 11 juin 2017 | Premier tour 11 juin 2017 | Second tour 18 juin 2017 | Second tour 18 juin 2017 |  |
|                                                 |                           |                           |                           |                          |                          |  |
|                                                 |                           | Nombre                    | % des inscrits            | Nombre                   | % des inscrits           |  |
| Inscrits                                        | Inscrits                  | 177 249                   | 100,00                    | 177 252                  | 100,00                   |  |
| Abstentions                                     | Abstentions               | 81 092                    | 45,75                     | 90 056                   | 50,81                    |  |
| Votants                                         | Votants                   | 96 157                    | 54,25                     | 87 196                   | 49,19                    |  |
|                                                 |                           |                           | % des votants             |                          | % des votants            |  |
| Bulletins blancs                                | Bulletins blancs          | 1 211                     | 1,26                      | 4 724                    | 5,42                     |  |
| Bulletins nuls                                  | Bulletins nuls            | 628                       | 0,65                      | 2 083                    | 2,39                     |  |
| Suffrages exprimés                              | Suffrages exprimés        | 94 318                    | 98,09                     | 80 389                   | 92,19                    |  |
|                                                 |                           |                           |                           |                          |                          |  |
| Étiquette politique                             | Étiquette politique       | Voix                      | % des exprimés            | Voix                     | % des exprimés           |  |
|                                                 |                           |                           |                           |                          |                          |  |
|                                                 | Les Républicains          | 38 573                    | 40,90                     | 49 011                   | 60,97                    |  |
|                                                 | La République en marche   | 27 805                    | 29,48                     | 31 378                   | 39,03                    |  |
|                                                 | La France insoumise       | 9 480                     | 10,05                     |                          |                          |  |
|                                                 | Front national            | 8 411                     | 8,92                      |                          |                          |  |
|                                                 | Écologiste                | 3 196                     | 3,39                      |                          |                          |  |
|                                                 | Parti socialiste          | 3 078                     | 3,26                      |                          |                          |  |
|                                                 | Divers gauche             | 940                       | 1,00                      |                          |                          |  |
|                                                 | Parti communiste français | 785                       | 0,83                      |                          |                          |  |
|                                                 | Extrême gauche            | 472                       | 0,50                      |                          |                          |  |
|                                                 | Divers                    | 431                       | 0,46                      |                          |                          |  |
|                                                 | Debout la France          | 421                       | 0,45                      |                          |                          |  |
|                                                 | Divers droite             | 414                       | 0,44                      |                          |                          |  |
|                                                 | Extrême droite            | 312                       | 0,33                      |                          |                          |  |
| Source : Ministère de l'Intérieur - Haute-Loire |                           |                           |                           |                          |                          |  |

### Résultats par circonscription

#### Première circonscription
Député sortant : Laurent Wauquiez (Les Républicains).
|                                                                                | |                           |                           |                          |                          |
|                                                                                | | Premier tour 11 juin 2017 | Premier tour 11 juin 2017 | Second tour 18 juin 2017 | Second tour 18 juin 2017 |
|                                                                                | |                           |                           |                          |                          |
|                                                                                | | Nombre                    | % des inscrits            | Nombre                   | % des inscrits           |
| Inscrits                                                                       | Inscrits | 97 787                    | 100,00                    | 97 790                   | 100,00                   |
| Abstentions                                                                    | Abstentions | 44 035                    | 45,03                     | 49 133                   | 50,24                    |
| Votants                                                                        | Votants | 53 752                    | 54,97                     | 48 657                   | 49,76                    |
|                                                                                | |                           | % des votants             |                          | % des votants            |
| Bulletins blancs                                                               | Bulletins blancs | 620                       | 1,15                      | 2 217                    | 4,56                     |
| Bulletins nuls                                                                 | Bulletins nuls | 275                       | 0,51                      | 963                      | 1,98                     |
| Suffrages exprimés                                                             | Suffrages exprimés | 52 857                    | 98,33                     | 45 477                   | 93,46                    |
|                                                                                | |                           |                           |                          |                          |
| Candidat Étiquette politique (partis et alliances)                             | Candidat Étiquette politique (partis et alliances)                                                                                     | Voix                      | % des exprimés            | Voix                     | % des exprimés           |
|                                                                                | |                           |                           |                          |                          |
|                                                                                | Isabelle Valentin Les Républicains (Union des démocrates et indépendants)                                                              | 21 615                    | 40,89                     | 26 705                   | 58,72                    |
|                                                                                | Cécile Gallien La République en marche (Mouvement démocrate)                                                                           | 16 423                    | 31,07                     | 18 772                   | 41,28                    |
|                                                                                | Fabien Albertini Front national | 4 974                     | 9,41                      |                          |                          |
|                                                                                | Martine Dejean La France insoumise | 4 721                     | 8,93                      |                          |                          |
|                                                                                | Fabrice Farison Parti socialiste | 1 453                     | 2,75                      |                          |                          |
|                                                                                | Anne Badian-Lhermet Europe Écologie Les Verts                                                                                          | 1 402                     | 2,65                      |                          |                          |
|                                                                                | Yves Prat Divers gauche (Front de gauche)                                                                                              | 940                       | 1,78                      |                          |                          |
|                                                                                | Philippe Cochet Écologiste (La France qui ose - Mouvement écologiste indépendant - Confédération pour l'homme, l'animal et la planète) | 471                       | 0,89                      |                          |                          |
|                                                                                | Gabriel Cardaire Debout la France | 421                       | 0,80                      |                          |                          |
|                                                                                | Pierre Michallet Lutte ouvrière | 259                       | 0,49                      |                          |                          |
|                                                                                | Michaël Masclet Divers (Union populaire républicaine)                                                                                  | 178                       | 0,34                      |                          |                          |
|                                                                                | Hélène Denis Divers | 0                         | 0,00                      |                          |                          |
| Source : Ministère de l'Intérieur - Première circonscription de la Haute-Loire | |                           |                           |                          |                          |

#### Deuxième circonscription
Député sortant : Jean-Pierre Vigier (Les Républicains).
|                                                                                |                                                                                             |                           |                           |                          |                          |
|                                                                                |                                                                                             | Premier tour 11 juin 2017 | Premier tour 11 juin 2017 | Second tour 18 juin 2017 | Second tour 18 juin 2017 |
|                                                                                |                                                                                             |                           |                           |                          |                          |
|                                                                                |                                                                                             | Nombre                    | % des inscrits            | Nombre                   | % des inscrits           |
| Inscrits                                                                       | Inscrits                                                                                    | 79 463                    | 100,00                    | 79 462                   | 100,00                   |
| Abstentions                                                                    | Abstentions                                                                                 | 37 055                    | 46,63                     | 40 923                   | 51,50                    |
| Votants                                                                        | Votants                                                                                     | 42 408                    | 53,37                     | 38 539                   | 48,50                    |
|                                                                                |                                                                                             |                           | % des votants             |                          | % des votants            |
| Bulletins blancs                                                               | Bulletins blancs                                                                            | 641                       | 1,51                      | 2 507                    | 6,51                     |
| Bulletins nuls                                                                 | Bulletins nuls                                                                              | 306                       | 0,72                      | 1 120                    | 2,91                     |
| Suffrages exprimés                                                             | Suffrages exprimés                                                                          | 41 461                    | 97,77                     | 34 912                   | 90,59                    |
|                                                                                |                                                                                             |                           |                           |                          |                          |
| Candidat Étiquette politique (partis et alliances)                             | Candidat Étiquette politique (partis et alliances)                                          | Voix                      | % des exprimés            | Voix                     | % des exprimés           |
|                                                                                |                                                                                             |                           |                           |                          |                          |
|                                                                                | Jean-Pierre Vigier (député sortant) Les Républicains (Union des démocrates et indépendants) | 16 958                    | 40,90                     | 22 306                   | 63,89                    |
|                                                                                | Pierre Eteocle La République en marche                                                      | 11 382                    | 27,45                     | 12 606                   | 36,11                    |
|                                                                                | Lionel Bouton La France insoumise                                                           | 4 759                     | 11,48                     |                          |                          |
|                                                                                | Aurore Arnaud Front national                                                                | 3 437                     | 8,29                      |                          |                          |
|                                                                                | Josiane Mialon Parti socialiste                                                             | 1 625                     | 3,92                      |                          |                          |
|                                                                                | Marie-Laure Busselot Europe Écologie Les Verts                                              | 1 323                     | 3,19                      |                          |                          |
|                                                                                | Michelle Chaumet Parti communiste français                                                  | 785                       | 1,89                      |                          |                          |
|                                                                                | Alexis Monjauze Divers droite (Nous Citoyens)                                               | 414                       | 1,00                      |                          |                          |
|                                                                                | Renaud Mauchet Extrême droite (Union des Patriotes)                                         | 312                       | 0,75                      |                          |                          |
|                                                                                | Françoise Sarret Divers (Union populaire républicaine)                                      | 253                       | 0,61                      |                          |                          |
|                                                                                | Georges Fridlender Lutte ouvrière                                                           | 213                       | 0,51                      |                          |                          |
| Source : Ministère de l'Intérieur - Deuxième circonscription de la Haute-Loire |                                                                                             |                           |                           |                          |                          |